# Моррисон, Ван
Сэр Ван Мо́ррисон (англ. Van Morrison; полное имя Джордж А́йван Мо́ррисон, англ. George Ivan Morrison; род. 31 августа 1945) — северо-ирландский автор-исполнитель, известный своей «рычащей» манерой исполнения и гибридом фолк-музыки (в том числе народных ольстерских мотивов) с американскими стилями — блюзом, соулом, джазом и госпелом. Талантливый мультиинструменталист, который играет на гитаре, клавишных, ударных, саксофоне и губной гармошке. Для обозначения его творчества музыковедами изобретён особый термин — «кельтский соул». Рыцарь-бакалавр (2015), офицер ордена Британской империи (1996).

## Юность
Моррисон родился в 1945 году в Белфасте, в семье певицы. Его отец, будучи неравнодушен к американскому джазу и блюзу, собрал большую коллекцию пластинок из-за океана. Вместо того, чтобы ходить в школу, мальчик целыми днями слушал эти записи, а в 15 лет примкнул к ритм-энд-блюзовой группе The Monarchs. После выступлений на американских базах в Европе группа была распущена, и её место занял новый коллектив — Them. 
Моррисон пытался привить «Them» знойное, неприглаженное звучание южного блюза. В качестве вокалиста он подражал таким блюзменам, как Хаулин Вулф. Записи Them были полны юношеской горячности. В 1965 году их версия «Baby Please Don’t Go» из репертуара Биг Джо Уильямса ворвалась в лучшую британскую десятку. Однако песню, за которую Them помнят до сих пор, — неувядаяющую гитарную классику «Gloria» — Моррисон написал и исполнил сам. Впоследствии её исполняли очень многие — The Doors, Джими Хендрикс, Патти Смит.
Между тем состав группы постоянно менялся, и на сессии постоянно приглашались музыканты со стороны (включая юного Джимми Пейджа). Эта нестабильность раздражала Моррисона, и в 1966 году, во время американских гастролей (и вскоре после совместного выступления с The Doors), он покинул группу.

## Bang Records
Экс-продюсер Them, Берт Бёрнс, живший тогда в Нью-Йорке, пригласил Моррисона записываться сольно на его лейбле Bang Records. Плодом этого сотрудничества стал оптимистичный хит «Brown-Eyed Girl», летом 1967 г. добравшейся до верхней десятки Billboard Hot 100. Эта песня остаётся одним из гимнов «лета любви», обозначившего пик движения хиппи.
Отношения Моррисона, всегда отличавшегося тяжёлым нравом, с Бёрнсом испортились, когда тот без ведома певца выпустил его дебютный сольник «Blowin' Your Mind». Разгневанный Моррисон вернулся в Ирландию и вскоре узнал о смерти Бёрнса от сердечного приступа. Между тем его контрактные обязательства перешли к наследникам Бёрнса, и певцу потребовались годы, чтобы окончательно освободиться от этой кабалы. Когда с него потребовали в соответствии с контрактом записать ещё один диск, он записал за одну сессию 36 песен с лишёнными смысла импровизированными словами и отослал их в Америку.

## Astral Weeks

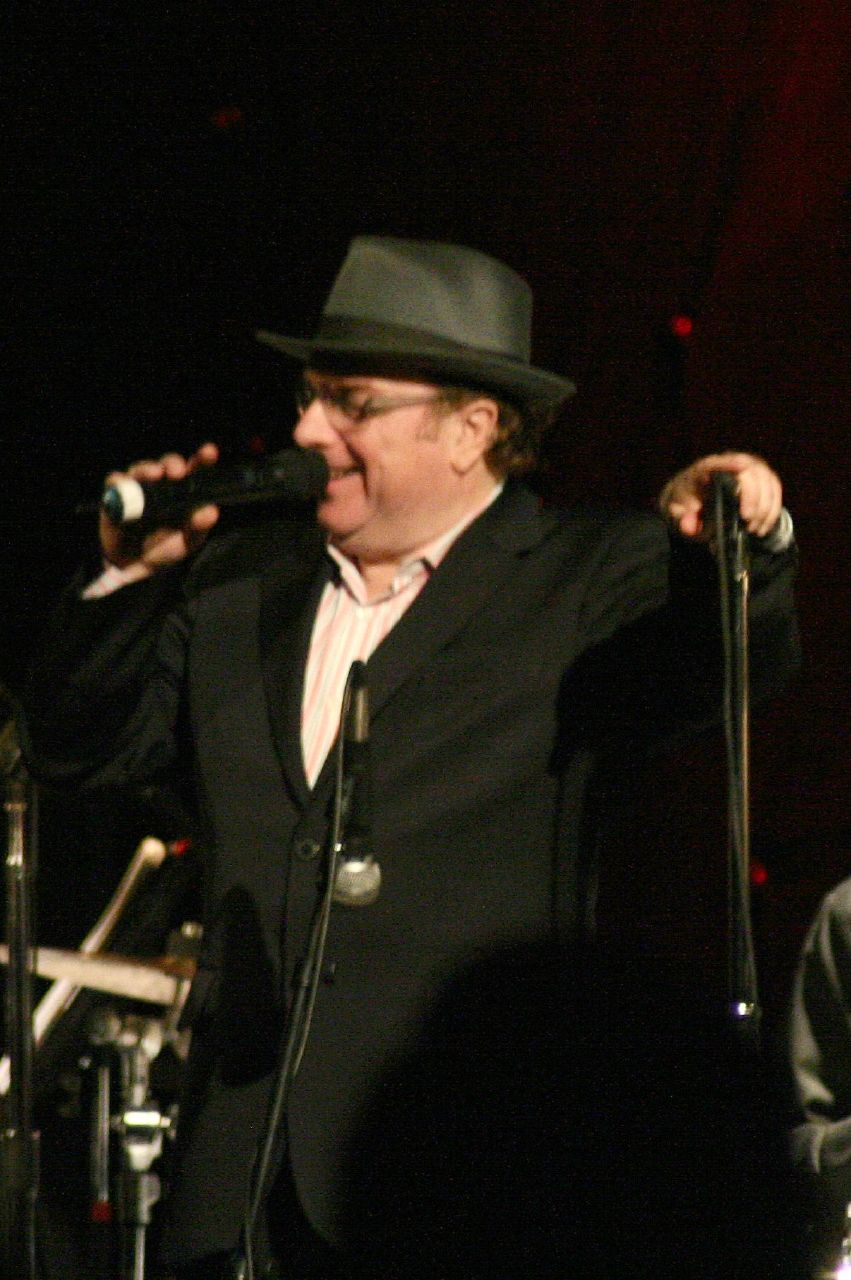
Ван Моррисон.

В 1968 г. Моррисон достиг договорённости с Warner Brothers о том, что ему будет позволено записать альбом без какого-либо нажима со стороны продюсеров. Поскольку он не находил общего языка с сессионными музыкантами, его оставили одного в студии с акустической гитарой. Результатом стал цикл поэтических текстов непревзойдённой в истории рок-музыки сложности, составляющих в совокупности не столько сборник песен, сколько единое цельное произведение.
Продюсер Льюис Меренстайн, имевший знакомства в среде джазменов, наложил на сделанную Моррисоном запись музыкальное сопровождение лучших сессионных музыкантов того времени. Так родился диск «Astral Weeks» (1968), регулярно включаемый в списки величайших альбомов рок-музыки. Архивная копия от 7 февраля 2006 на Wayback Machine Несмотря на единодушное восхищение критиков, пластинка отпугнула слушателей своими джазовыми импровизациями и мрачностью общего настроения. Понадобилось несколько десятилетий, чтобы она достигла статуса золотой….

## Moondance
Погружение в мистические глубины «Astral Weeks» освободило Моррисона от того чувства безысходности, которым были отмечены записи 1968 года, когда он жил в одиночестве и голодал из-за недостатка средств. Стала налаживаться его личная жизнь, и в записях Моррисона появился оптимизм. Его следующий альбом, Moondance (1970), не уступая предшественнику по качеству, продолжал линию на сближение фолк-рока с блюзом и соулом.
File:Van Morrison (1972).png
Вместо отчаянных хрипов предыдущего диска слушатели обнаружили на этой мелодичной пластинке заряд бодрости и энергии. Первая сторона диска состоит из песен, то и дело включаемых в число лучших за последние 50 лет, — это «Moondance», «Into the Mystic», «Caravan» (исполнение которой с The Band запечатлит Мартин Скорсезе в «Последнем вальсе») и «Crazy Love» (которую Моррисон годы спустя исполнит дуэтом со своим кумиром Рэем Чарльзом). Журнал Rolling Stone в 2003 г. включил «Moondance» в свой список 500 величайших альбомов.

## Переходный период
Следующие за «Moondance» три альбома, записанные в лихорадочном темпе, поддерживали взятую на нём высокую планку. Автор-исполнитель, переехавший с молодой женой в Калифорнию, смотрел на жизнь как на праздник. Его зажигательный сингл «Domino» с альбома «His Band and the Street Choir» (1970) дошёл в Billboard Hot 100 до верхней десятки. В альбом «Tupelo Honey» вошли две самые популярные моррисоновские мелодии 1970-х — «Wild Night» и «Tupelo Honey». Боб Дилан, исполняя последнюю на концерте, как-то заметил, что она существовала всегда, а Моррисон стал тем земным сосудом, который донёс её до людей. (недоступная ссылка)
Более депрессивным настроением отмечен альбом «Veedon Fleece» (1974), написанный Моррисоном после развода с женой и возвращения в Белфаст. Критики увидели в нём попытку обратиться к национальным корням, к этнической ирландской музыке, и подвергли эту попытку остракизму. Прошло десятилетие, прежде чем «Veedon Fleece» был признан по достоинству. Элвис Костелло и Шинейд О'Коннор считают его лучшим из всего, написанного Моррисоном.

## Время экспериментов
Разочарованный прохладной реакцией публики на его новые работы, Ван Моррисон в середине 1970-х гг. полностью сворачивает концертную деятельность. Он всегда видел смысл работы музыканта в живых выступлениях. Студийные записи он рассматривал как мини-концерты, призванные передать ощущение живого выступления, а синглы отвергал вовсе как уступку коммерческой стороне шоу-бизнеса. В 1978 г. он возобновил выступления в поддержку «попсового», по собственному признанию, диска «Wavelength», но боязнь сцены не покидала его и в 1979 г., выступая на стадионе в Нью-Йорке, он ушёл со сцены и не вернулся.

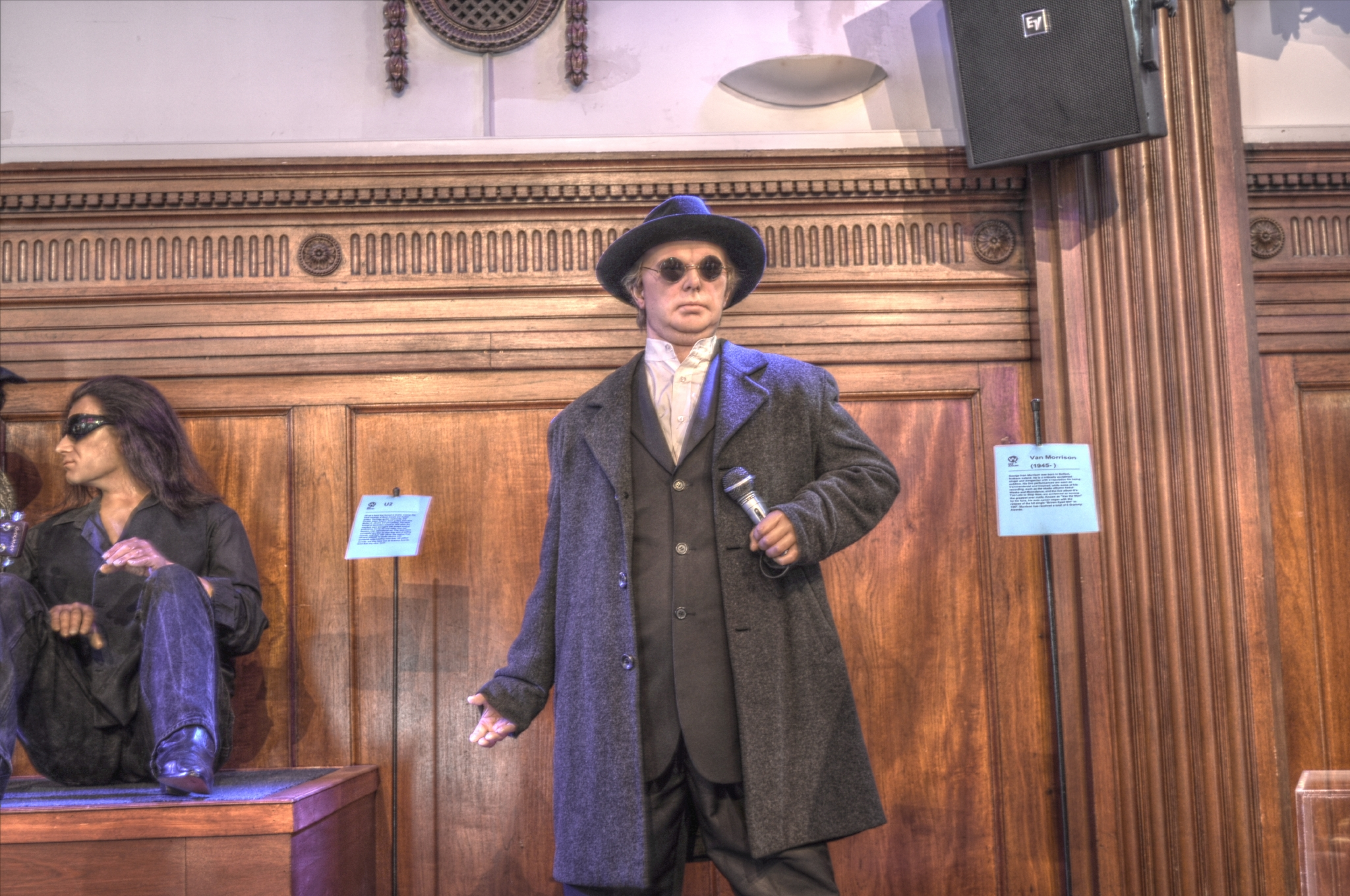

Альбомы Ван Моррисона, изданные в 1980-х гг., не принято относить к числу его удач. На многих пластинках он экспериментирует: так, альбом «Irish Heartbeat» (1988) представляет собой подборку народных ирландских песен, исполненных вместе с фолк-коллективом The Chieftains. В текстах тех лет он обращается к темам веры и спасения. В 1989 г. вышел альбом «Avalon Sunset» — самый успешный за всю его карьеру с коммерческой точки зрения. Дуэт с легендарным Клиффом Ричардом и новая скрипичная баллада «Have I Told You Lately» (впоследствии вошедшая в репертуар Рода Стюарта) открыли Ван Моррисона новому поколению слушателей.
В 1990-м году принял участие в грандиозном благотворительном концерте «The Wall» в Берлине. Там он исполнял припев в песне Comfortably Numb.

## Годы признания

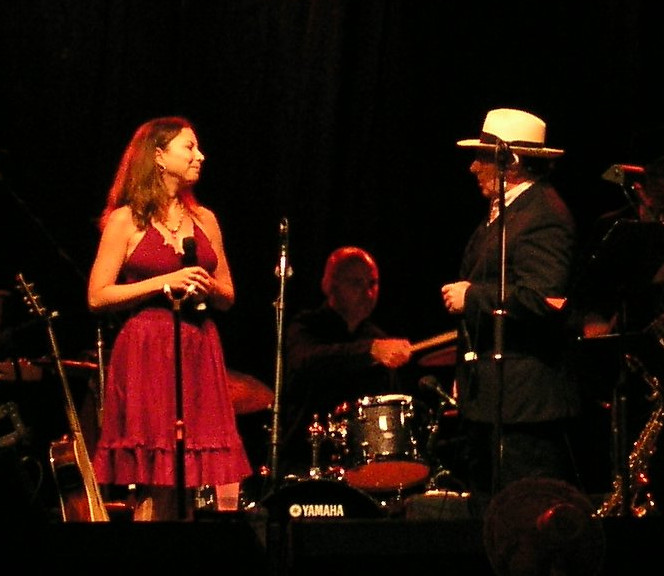
Выступление с дочерью Шаной (Калифорния, 2006 год).

В каждом из 9 альбомов 1990-х годах (из которых один концертный) Ван Моррисон открывается поклонникам с новой стороны. Он гастролирует со своей группой и с Бобом Диланом, записывает дуэты с блюзменами, которыми он восхищался в юности, и со своей дочерью. К нему приходит запоздалое признание — о его огромном влиянии на них говорят Джеф Бакли и Боно из U2, в 1993 году его имя заносят в Зал славы рок-н-ролла, его удостаивают нескольких «Грэмми» (в 1996 и 1998 годах).
В 2006 году Ван Моррисон порадовал поклонников альбомом Pay the Devil, который был записан им в Нэшвилле. Это дань уважения певца музыке кантри. В 2008 году вышел первый за десятилетие альбом его новых песен. Этот диск, Keep It Simple, впервые за всю карьеру Моррисона отметился в верхней десятке Billboard 200. Наконец, в 2007 году Моррисон собрал «Someone Like You» и многие другие свои песни, которые прозвучали в известных фильмах, на сборнике «Van Morrison at the Movies — Soundtrack Hits».
Осенью 2012 г. вышел новый альбом под названием Born to Sing: No Plan B, также попавший в лучшую десятку американского чарта продаж.
В 2025 году вышел альбом Remembering Now.

## Награды
Британские
- Звание рыцаря-бакалавра с правом на приставку «сэр» к имени (13 июня 2015 года) — «за заслуги в музыкальной индустрии и туризме в Северной Ирландии»[2].
- Орден Британской империи степени офицера (15 июня 1996 года) — «за заслуги в музыке»[3].

Иностранные
- Орден Искусств и литературы степени офицера (Франция, 1996 год)[4].